# ای‌ام‌سی کاوالیر
ای‌ام‌سی کاوالیر (AMC Cavalier) خودرویی است.طراحی آن خودروهای موتور جلو-محور عقب بوده طول آن در حالت طبیعی ۱۷۵ اینچ (۴٬۴۴۵ میلیمتر) و  عرض آن در حالت طبیعی ۶۵٫۵ اینچ (۱٬۶۶۴ میلیمتر)  است. 